# Holocaust ở Ukraina
Holocaust ở Ukraina diễn ra ở vùng Ukraina bị Đức Quốc Xã xâm chiếm trong Chiến trang Thế giới thứ hai. Từ năm 1941 đến 1944, khoảng 900,000 đàn ông, phụ nữ và trẻ con bị sát hại; chiếm 60% dấn số Do Thái trước chiến tranh ở Cộng hòa Xã hội chủ nghĩa Xô viết Ukraina.
Theo nhà sử học ở Yale Timothy D. Snyder, " Holocaust gắn liền với cuộc thảm sát, với cuộc chiến năm 1941, và gắn liền với nỗ lực chiếm đóng Ukraina." Khoảng 3,000,000 người hi sinh trong khi tham gia quân đội Liên Xô hoặc do những hậu quả của Chiến tranh Thế giới thứ hai.

## Generalplan Ost

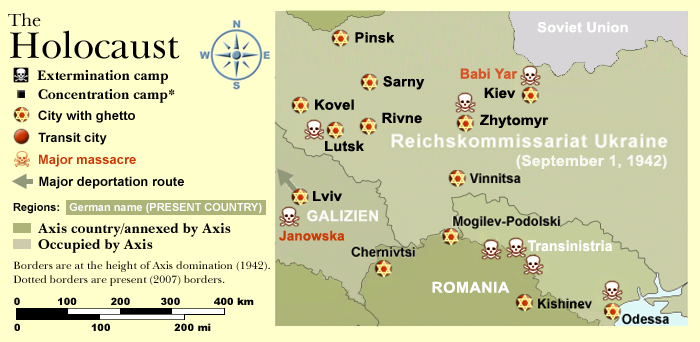
Bản đồ nơi xảy ra Holocaust ở Ukraina

Một trong những tham vọng của Hitler vào đầu cuộc chiến là tận diệt, trục xuất hoặc bắt làm nô lệ đa số hoặc tất cả người Slav khỏi nơi của học để tạo không gian sống cho người Đức. Kế hoạch thảm sát này  sẽ được đưa vào thực tiễn và sẽ dần dần thành công trong khoảng 25-30 năm.
Theo nhà sử gia William W. Hagen, "Generalplan Ost. . . đã dự đoán được sự sụt giảm dân số phía Đông Âu theo những cách con số sau: Người Ba Lan – 85%; Người Belarus – 75%; người Ukraina – 65%; người Czech – 50%.... Người Nga, một khi đã bị khuất phục, cũng sẽ có số phận như 4 quốc gia nói tiếng Slavic."

### Biệt đội tử thần (1941–1943)

Một thành viên của Einsatzgruppe D chuẩn bị bắn một người đàn ông kế bên một hố chôn tập thể ở Vinnytsia, Ukraina năm 1942. Phía sau là những thành viên của Quân đội Đức, Cục lao động Đức, và Đoàn Thanh niên Hitler. Phía sau tấm ảnh có dòng chữ "Người Do Thái cuối cùng ở Vinnitsa"

Tổng thiệt hại dân sự ở Ukraina được ước tính vào khoảng 4,000,000 người, gồm khoảng 1,000,000 người Do Thái bị sát hại bởi Einsatzgruppen và những người cộng tác với Đức Quốc Xã. Einsatzgruppe C (SS-Gruppenführer Dr. Otto Rasch) được chỉ định đến vùng Bắc và Trung Ukraina, còn Einsatzgruppe D (SS-Gruppenführer Dr. Otto Ohlendorf) thì tới Moldavia, Nam Ukraina, vùng Crimea, và, trong năm 1942, Bắc vùng Kavkaz. Theo như lời Ohlendorf tại phiên tòa, "nhóm Einsatzgruppen có nhiệm vụ bảo vệ đội quân bằng cách sát hại người Do Thái, Romani, viên chức Cộng sản, nhà hoạt động Cộng sản, những người Slav không hợp tác, và những người gây nguy hiểm." Nhưng thực tế, nạn nhân hầu hết là người Do Thái (không một thành viên Einsatzgruppe thiệt mạng khi thi hành nhiệm vụ). Bảo tàng tưởng niệm những nạn nhân Holocaust ở Mỹ đã kể lại câu chuyện của một người sống sót qua bàn tay của nhóm Einsatzgruppen ở Piryatin, Ukraina, khi họ đã sát hại 1,600 người Do Thái vào ngày 6/4/1942, ngày thứ hai của Lễ Vượt Qua:
Tôi thấy họ tàn sát. Vào lúc 5:00 chiều, bọn chúng ra lệnh, "Lắp đầy hố ngay." Những tiếng kêu thất thanh và rên rỉ phát ra từ cái hố đó. Đột nhiên tôi thấy người bạn hàng xóm Ruderman đang trồi dậy từ mặt đất ... Cậu ta la toán lên với đôi mắt đầy máu: "Hãy giết tôi đi!" ... Một người phụ nữ bị giết nằm ngay dưới chân tôi. Một đứa bé bò ra từ người bà và kêu khóc. "Mẹ ơi!" Đó là những gì tôi thấy trước khi bất tỉnh.

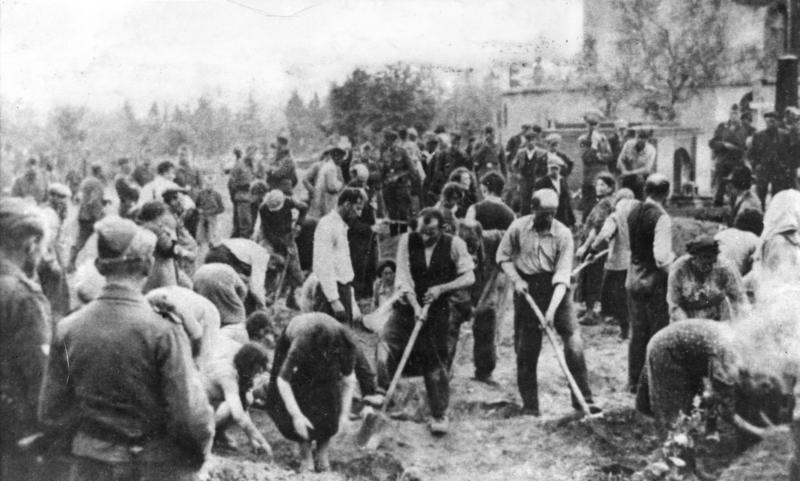
Người Do Thái tự đào nấm mồ cho mình. Storow, 4/7/1941

Từ ngày 16-30/9/1941, cuộc thảm sát Nikolaev ở trong và quanh thành phố Mykolaiv đã dẫn tới cái chết của 35,782 người Xô Viết, đa phần là người Do Thái, theo bản báo cáo gửi tới Hitler.
Vụ thảm sát nổi tiếng nhất ở Ukraina là ở hẻm núi Babi Yar bên ngoài Kiev, nơi 33,771 người Do Thái bị sát hại vào ngày 29-30/9/1941. (Khoảng 100,000-150,000 người Ukraina và Xô Viết cũng bị sát hại vào những tuần tiếp theo). Cuộc thảm sát người Do Thái ở Kiev được quyết định bởi Thống đốc Quân sự-Trung tướng Friedrich Eberhardt, chỉ huy cảnh sát của Nhóm quân sự miền Nam (SS-Obergruppenführer Friedrich Jeckeln) và chỉ huy Einsatzgruppe C - Otto Rasch. Ngoài ra còn có SS, SD và Cơ quan An ninh, được hỗ trợ bởi Cảnh sát bổ trợ Ukraina. Vào thứ Hai, người Do Thái ở Kiev tụ tập ở nghĩa trang, đang chờ để lên tàu. Có quá đông đàn ông, phụ nữ và trẻ em nên họ không biết chuyện gì sẽ xảy ra với học cho đến khi quá trễ: ngay khi họ nghe tiếng xả súng thì đã không còn cơ hội thoát. Họ bị dồn tới đứng trước mặt các người lính, 1 nhóm gồm 10 người, rồi bị bắn. Một người lái xe tải diễn tả lại cảnh kinh hoàng đó: 
Mệnh lệnh được đưa ra ở Kiev, Ukraine vào ngày 26/9/1941.
Từng người một, họ phải bỏ hành lý của mình, rồi áo khoác, giày, và kể cả đồ lót ... Khi đã hoàn thành, họ bị dẫn tới khe núi dài 150m và rộng 30m và sâu 15m ... Khi họ tới đáy khe núi, những thành viên Schutzmannschaft sẽ bắt họ nằm lên những người Do Thái đã bị sát hại ... Thi thể xếp thành lớp. Một cảnh sát sẽ tới và bắn vào cổ với súng tiểu liên ... Tôi thấy những cảnh sát này đứng trên những lớp thi thể và bắn vào từng người một ... Hắn thường đi qua những người Do Thái đã bị sát hại và bắn vào người kế bên đang nằm cạnh.

## Sự hợp tác của người Ukraina
Kênh Địa lí Quốc gia cho rằng: "Một số người Ukraina đã hợp tác với Đức Quốc Xã. Theo nhà sử học người Đức Dieter Pohl, khoảng 100,000 người tham gia lực lượng cảnh sát để hỗ trợ Đức Quốc Xã. Nhiều người cùng bộ máy quan liêu địa phương giúp đỡ trong cuộc đại đồ sát người Do Thái. Người Ukraina, như Ivan Tồi Tệ trứ danh của trại Treblinka, là những lính canh cho các trại tử thần".
Theo nhưThe Simon Wiesenthal Center (vào tháng 1/2011) "Như chúng ta đã biết, Ukraina chưa bao giờ điều tra 1 tên tội phạm Quốc Xã địa phương nào, hay là khởi tố những kẻ đã gây ra cuộc diệt chủng."
Theo nhà sử học người Israel Yitzhak Arad, "Vào tháng 1/1942 1 nhóm tình nguyện người Tatar được thành lập ở Simferopol dưới sự chỉ huy của Einsatzgruppe 11. Nhóm người này đã tham gia vào các cuộc săn bắt tội phạm Bài Do Thái và những hành động giết chóc ở vùng nông thôn."
Theo Timothy Snyder, "đó chỉ là những bề nổi, vì nó không có lợi cho mọi người, rằng những người Cộng sản Ukraina hợp tác với người Đức còn nhiều hơn những người Ukraina. " Ngoài ra, nhiều người hợp tác với Đức còn tham gia luôn những chính sách của Liên Xô vào những năm 1930.

## Đơn vị hành quyết
- Einsatzgruppen C & D (Einsatzkommando)
- Abwehr/Brandemburg special saboteur unit Nachtigall Battalion
- Freiwilligen-Stamm-Regiment 3 & 4 (Russians & Ukrainians)
- Ukrainian auxiliary units:[17] Schutzmannschaft as well as Ukrainische Hilfspolizei

## Người sống sót

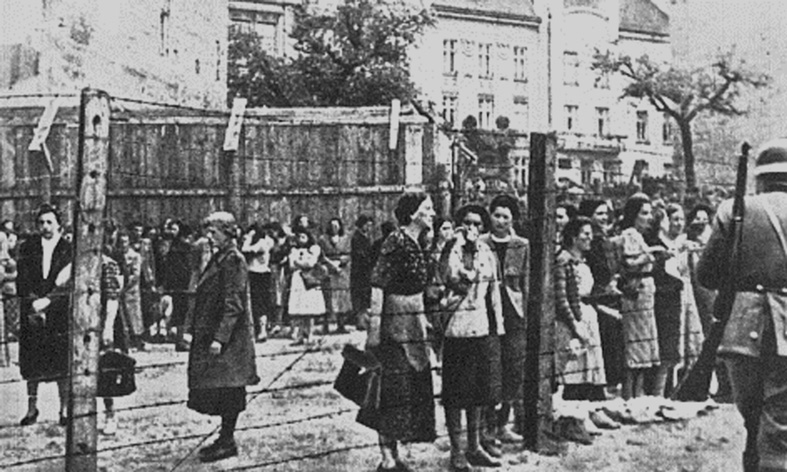
Lvov Ghetto, 1942

- Mina Rosner
- Roald Hoffmann
- Shevah WeissLvov Ghetto, 1942
- Simon Wiesenthal
- Adam Daniel Rotfeld
- Mordechai Rokeach
- Stefan Petelycky[18]

## Người giải cứu
Ukraina đứng thứ tư trong danh sách "Người dân ngoại công chính" vì đã cứu giúp người Do Thái trong cuộc diệt chủng, với 2,515 người được công nhận tính đến tháng 1/2015.
Nhóm Shtundists, một giáo phái Tin Lành phát triển vào cuối thế kỷ 19 ở Ukraina, đã che chở người Do Thái.

## Những cuộc thảm sát
- Babi Yar
- Bila Tserkva
- Dnipropetrovsk
- Feodosiya
- Ivano-Frankivsk
- Klevan
- Lviv pogroms
- Massacre of Lviv professors
- Mezhirichi
- Mizoch
- Nikolaev massacre
- Olyka
- Plyskiv
- Terebovl
- Zhytomyr